# Eupithecia luxuriosa
Eupithecia luxuriosa là một loài bướm đêm trong họ Geometridae.